# Conferenza Italiana Istituti Secolari
Nella Chiesa cattolica, la Conferenza Italiana degli Istituti Secolari (CIIS) è l'organismo che collega gli Istituti Secolari, sia italiani di diritto pontificio e di diritto diocesano e le sezioni o gruppi di Istituti Secolari esteri presenti in Italia, che ne facciano richiesta.

## Organizzazione nazionale
L'organizzazione della CIIS è basata sull'Assemblea Generale, che elegge un Presidente, un vice Presidente e due segretari.
I responsabili generali degli Istituti Secolari italiani e i responsabili nazionali degli Istituti Secolari esteri formano l'Assemblea Generale, che è l'organo decisionale della conferenza.

## Organizzazione locale
La CIIS è presente anche a livello diocesano, interdiocesano e regionale, tramite CIIS locali, le quali devono rispettare apposito regolamento.

## Istituti secolari presenti nella CIIS
- Alleanza in Gesù per Maria
- Ancelle dei poveri “Maids of the Poor”
- Ancelle della Divina Misericordia
- Ancelle della Madre di Dio
- Ancelle Mater Misericordiae
- Ancilla Domini
- Apostole dei SS. Cuori di Gesù e di Maria
- Apostole del Sacro Cuore
- Apostole Vocazioniste della Santificazione Universale
- A.R.A. (Amore Riparazione Apostolato)
- Ausiliare di Maria Madre della Chiesa
- Caritas Christi
- Cenacolo Carmelitano
- Compagnia della Santa Famiglia (Istituto Pro Familia)
- Compagnia di Gesù Maestro
- Compagnia di San Paolo
- Compagnia di S. Teresa del Bambino Gesù
- Compagnia di S. Orsola (S.Angela Merici)
- Compagnia Missionaria del Sacro Cuore
- Cooperatrici della Famiglia
- Cooperatrici Oblate Missionarie dell’Immacolata (C.O.M.I)
- Cordis Jesu
- Cristo Re
- Discepole del Crocifisso
- Figlie dei SS. Cuori di Gesù e di Maria
- Figlie della Regina degli Apostoli (F.R.A.)
- Fraternità Jesus Caritas
- I.S.O. Orionino
- Iesus Victima
- Maria di Nazareth
- Missionari della Regalità di Cristo
- Missionarie degli infermi Cristo Speranza
- Missionarie del Lavoro
- Missionarie del Sacerdozio Regale di Cristo
- Missionarie del Vangelo (I.S.M.V.)
- Missionarie dell’Amore Infinito
- Missionarie dell'Immacolata Padre Kolbe
- Missionarie della Parola di Dio
- Missionarie della Regalità di N.S. Gesù Cristo
- Missionarie di Maria Regina dei Cuori
- Missionarie Diocesane di Gesù Sacerdote
- Missionarie Laiche di Maria, Madre del Redentore
- Missionarie secolari comboniane
- Missionarie secolari della Passione
- Missionarie Secolari Scalabriniane
- Oblate Apostoliche (Pro Sanctitate)
- Oblate del Sacro Cuore di Gesù
- Oblate di Cristo Re
- Oblate di Nostra Signora del S.Cuore di Gesù
- Oblate missionarie di Maria Immacolata (OMMI)
- Opera Cuore Immacolato di Maria
- Opera del Divino Amore
- Operaie della Croce
- Piccola Famiglia Francescana
- Piccola Fraternità Francescana di S. Elisabetta
- Piccole Apostole della Carità
- Piccole Apostole di Cristo Re
- Regnum Mariae
- Sacerdoti del Sacro Cuore di Gesù
- Sacerdoti Missionari della Regalità di Cristo
- S.Raffaele Arcangelo
- Santa Caterina da Genova
- Santa Maria degli Angeli
- Santa Milizia di Gesù
- Servi della Chiesa
- Servi della Divina Misericordia
- Servi della Sofferenza
- Spigolatrici della Chiesa
- Unio Filiarum Dei
- Unione Carmelitana Teresiana
- Unione Catech. del SS. Crocifis. e di Maria SS. Immacolata
- Vita et Pax in Cristo Jesus
- Volontarie della Carità
- Volontarie di Don Bosco
- Volontarie Francescane delle Vocazioni
- Zelatrici del Divino Cuore di Gesù